# Villarcayo de Merindad de Castilla la Vieja
Villarcayo de Merindad de Castilla la Vieja è un comune spagnolo di 4 228 abitanti situato nella comunità autonoma di Castiglia e León.
È il capoluogo della comarca le Merindades e del partido judicial omonimo.
L'attuale comune nasce nel 1974 dall'unione dei comuni di Villarcayo e Merindad de Castilla la Vieja. Successivamente, nel 1979 parte del comune costituito dalle località di Miñón e Villamezan è passato sotto l'amministrazione del comune di Medina de Pomar.

## Località
Il comune comprende le seguenti località:
- La Aldea
- Andino
- Barriosuso
- Barruelo
- Bisjueces
- Bocos
- Campo
- Casillas
- Céspedes
- Cigüenza
- Escaño
- Fresnedo
- Hocina
- Horna
- Incinillas
- Lechedo
- Mozares
- La Quintana de Rueda
- Quintanilla de los Adrianos
- Quintanilla Socigüenza
- Salazar
- Santa Cruz de Andino
- Torme
- Tubilla
- Villacanes
- Villacomparada de Rueda
- Villalaín
- Villanueva la Blanca
- Villanueva la Lastra
- Villarías